# Campionati del mondo di ciclismo su strada 2014 - Cronometro femminile Elite
La cronometro femminile Elite dei Campionati del mondo di ciclismo su strada 2014 fu corsa il 23 settembre 2014 in Spagna, con partenza ed arrivo a Ponferrada, su un percorso totale di 29,5 km. L'oro andò alla tedesca Lisa Brennauer, che vinse la gara con il tempo di 38'48"16 alla media di 45,615 km, l'argento all'ucraina Hanna Solovey; a completare il podio fu la statunitense Evelyn Stevens.
Accreditate alla partenza 49 cicliste, delle quali 47 partirono ed arrivarono al traguardo.

## Classifica (Top 10)
| Pos. | Corridore        | Squadra       | Tempo     |
| ---- | ---------------- | ------------- | --------- |
| 1    | Lisa Brennauer   | Germania      | 38'48"16  |
| 2    | Hanna Solovej    | Ucraina       | a 18"68   |
| 3    | Evelyn Stevens   | Stati Uniti   | a 21"25   |
| 4    | Mieke Kröger     | Germania      | a 38"29   |
| 5    | Ann-Sofie Duyck  | Belgio        | a 45"31   |
| 6    | Karol-Ann Canuel | Canada        | a 51"26   |
| 7    | Ellen van Dijk   | Paesi Bassi   | a 1'11"64 |
| 8    | Alison Powers    | Stati Uniti   | a 1'14"17 |
| 9    | Linda Villumsen  | Nuova Zelanda | a 1'14"28 |
| 10   | Trixi Worrack    | Germania      | a 1'15"25 |